# Aurèle Audet
Aurèle Audet, né le 12 octobre 1920 et mort le 28 novembre 2015 à La Sarre, est un homme politique québécois. Il est député créditiste d'Abitibi-Ouest de 1970 à 1973. Il a été whip du Ralliement créditiste du 1er septembre 1972 au 6 février 1973.